# اقزیکاس
اقزیکاس (به انگلیسی: Aghzaikas) یک منطقهٔ مسکونی در پاکستان است که در مناطق قبیله‌ای فدرال واقع شده‌است.

## خصوصیات
اقزیکاس ۱٬۸۰۰ متر بالاتر از سطح دریا واقع شده‌است.